# Kleine science fiction omnibus 3
Kleine science fiction omnibus 3 is een sciencefictionverhalenbundel uit 1972 uitgegeven door A.W. Bruna Uitgevers. De bundel werd samengesteld door Aart C. Prins.

## Korte verhalen
| Schrijver          | Titel                    | Originele titel               | Jaar |
| Clifford D. Simak  | Wapenstilstanddag        | Day of Truce                  | 1963 |
| Thomas N. Scortia  | Judasvis                 | Judas Fish                    | 1970 |
| Henry Slesar       | Namaak                   | Ersatz                        | 1967 |
| Richard Matheson   | Vlieg er eens uit…       | Shipshade Home                | 1954 |
| Ross Rockflynne    | Het duister tegemoet     | Into the Darkness             | 1940 |
| Robert Bloch       | Planeet van de angst     | The Fear Planet               | 1943 |
| Lester del Rey     | De oudgediende           | The Faithful                  | 1938 |
| Carol Emshwiller   | De jachtmachine          | The Hunting Machine           | 1957 |
| Edmond Hamilton    | In de wereldschemering   | In the World’s Dusk           | 1936 |
| Arthur C. Clarke   | Aangespoeld              | Castaway                      | 1941 |
| Norman Spinrad     | Het verloren continent   | The Lost Continent            | 1970 |
| James Blish        | Onderwaterwereld         | Sunken Universe               | 1942 |
| Conrad Richter     | Dr. Hanray’s tweede kans | Doctor Hanray’s Second Chance | 1950 |
| Catherine L. Moore | Shambleau                | Shambleau                     | 1933 |
| Clifford D. Simak  | De omheining             | The Fence                     | 1952 |
| Eric Frank Russell | Adempauze                | Now Inhale                    | 1959 |
| J.F. Bone          | De bloedrode knop        | Triggerman                    | 1959 |
| Max Ehrlich        | Eco-catastrofe!          | Eco-Catastrophe!              | 1968 |